# Bargerveen
Het Bargerveen is een natuurgebied van Staatsbosbeheer in de gemeente Emmen, provincie Drenthe. Het gebied beslaat 2.100 hectare en bestaat voornamelijk uit hoogveen. Het vormt het laatste substantiële overblijfsel van het voormalige Bourtangermoeras, waarvan de oorspronkelijke oppervlakte wordt geschat tussen de 1.600 en 3.000 km².
Het Bargerveen bestaat uit drie delen: het noordelijke deel wordt gevormd door het Meerstalblok, het middendeel door het Amsterdamsche Veld en het zuidelijke deel door het Schoonebeekerveld.
De vervening in het gebied werd in 1992 beëindigd, waarna het geheel in handen kwam van Staatsbosbeheer, dat al eerder delen had verworven. Het eerste gebied dat in bezit kwam was het noordelijke Meerstalblok, een rustend hoogveengebied van circa 60 hectare, dat vervolgens werd uitgebreid met omliggende terreinen.

## Geschiedenis
Na de beëindiging van de vervening werd het Amsterdamsche Veld een natuurreservaat. Hier werd het veen via smalspoor afgevoerd naar naar het fabrieksterrein van de Griendtsveen Turfstrooisel Maatschappij, waar de bovenlaag van het veen, de bolster of grauwveen werd verwerkt tot turfstrooisel. Tot in de jaren dertig van twintigste eeuw werd de Stoomtram van de DSM gebruikt als transportmiddel, waarna het transport werd overgenomen door vrachtwagens.
Een restant van de smalspoorlijn en de fabriek bevinden zich anno 2004 op het terrein van het Industrieel Smalspoormuseum.
De zwarte turf werd vanaf 1921 in Klazienaveen door Purit (vanaf 1997 Norit Nederland geheten) verwerkt tot actieve kool. Hiertoe had Purit ook een veldspoornet aangelegd. In het reservaat resteert alleen nog de onderste laag dargveen. Ook zijn er gedeelten waar alleen nog dalgrond aanwezig is.

## Natuurherstel en beheer
Het beheer van het natuurreservaat is er op gericht om waar het mogelijk is weer levend hoogveen te laten ontstaan. Levend hoogveen wil zeggen dat er veenvorming plaatsvindt door de groei van veenmos. Hierdoor komt het mozaïek van ruggen en slenken opnieuw tot stand. Planten als de ronde en de lange zonnedauw en de kruising tussen deze soorten die in dit reservaat voorkomen worden hierdoor begunstigd. Dit levend hoogveen is tegen de verwachting niet als eerste ontstaan in het Meerstalblok maar in de veenputten van de voormalige huisplaatsen.
In het vergraven hoogveen heeft zich een proces van vertering ingezet en het is daardoor veel voedselrijker geworden. Deze voedselrijkdom leidt tot de opslag van allerlei houtige gewassen zoals berken. Door het Amsterdamsche Veld loopt een uitloper van de Hondsrug die het scheidt in een westelijk deel en een oostelijk deel, waarvan het laatste verreweg het natst is.

### Waterhuishouding
In het begin van de 21e eeuw werd er een hoog- en laagwaterbekken aangelegd aan de noordkant van het Bargerveen. De scheiding tussen het natuurreservaat en de bekkens is een kade van zand. Het laagwaterbekken is bedoeld om bij overvloedige neerslag de hoeveelheid water dat uit het reservaat komt op te vangen en te reguleren. Dit gebeurde eerst in het reservaat zelf.
Het hoogwaterbekken moet tegendruk geven aan de hoge waterstand in het reservaat, zodat het reservaat het water beter vasthoudt in met name droge tijden en de verdroging wordt tegengegaan. Deze twee maatregelen zorgen ervoor dat de waterstand gelijkmatiger is om zo de groei van het veen te stimuleren. Uit deze waterbekkens stroomt een nieuw aangelegde natuurleiding naar de Gietwaterplas voor de tuinbouw bij Klazienaveen. Deze waterleiding volgt ongeveer de loop van de oude veenbeek de Runde.
Verder werd het grootste deel van het bos dat aan de noordersloot stond, weggekapt.

## Biodiversiteit
In het reservaat liggen verschillende bovenveenhooglandjes. Tot de bijzonderheden van deze elementen behoren gewone addertong, welriekende nachtorchis en rietorchis. De adder, de levendbarende hagedis, de nachtzwaluw, de velduil, de blauwe kiekendief, de grauwe klauwier en de dodaars behoren tot de fauna van het reservaat.

## Beschermde status
Het Bargerveen valt onder de vogelrichtlijn en habitatrichtlijn. Sinds 2006 maakt het deel uit van het Internationaler Naturpark Bourtanger Moor-Bargerveen. In 2016 werd het Bargerveen door de provincie Drenthe aangewezen als aardkundig monument.

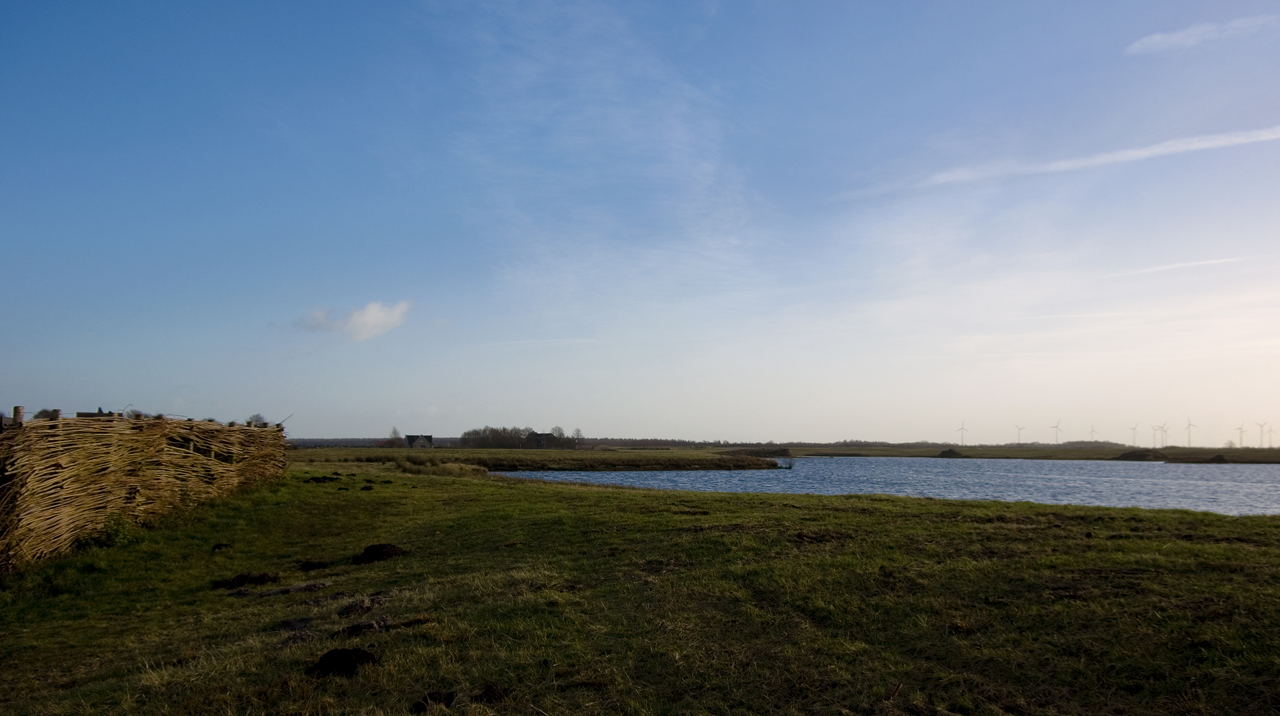
Bargerveen Vogelkijkplaats
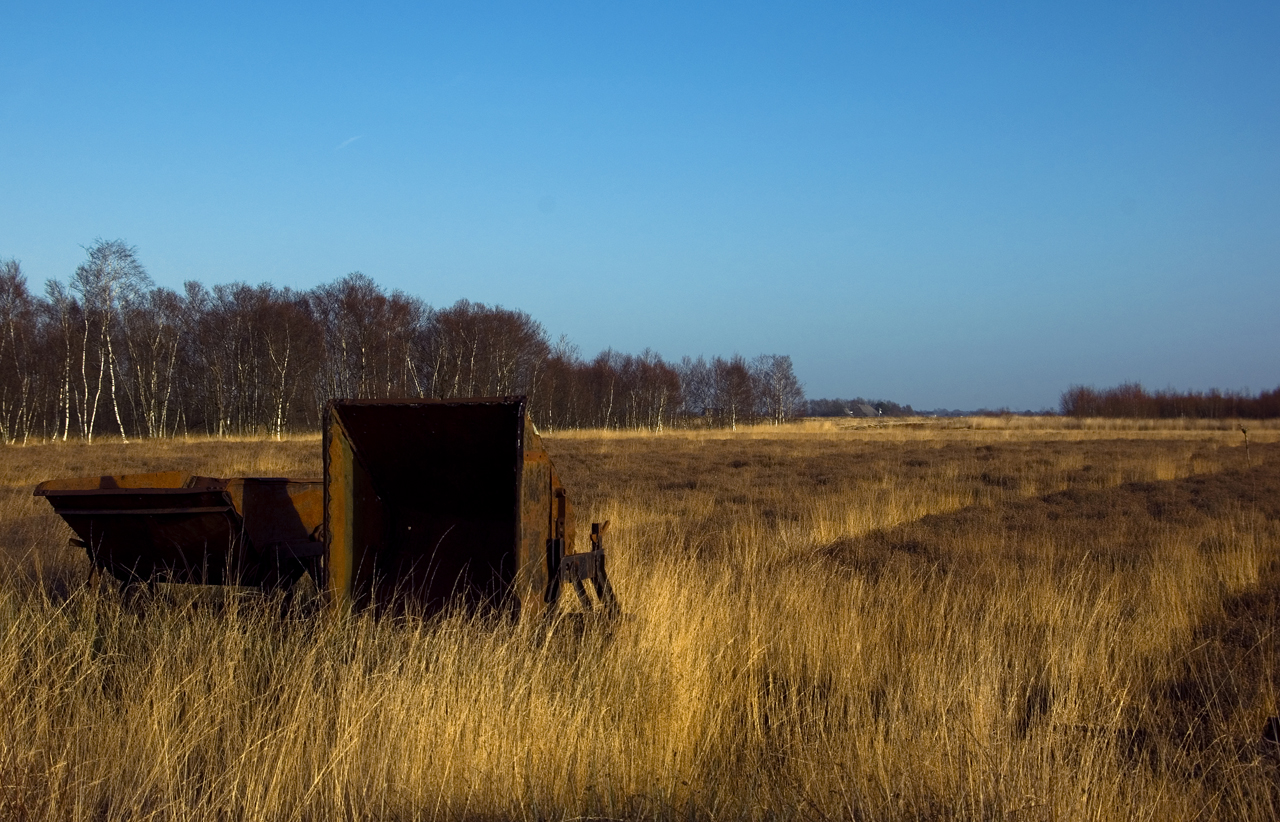
Wagens voormalig smalspoor
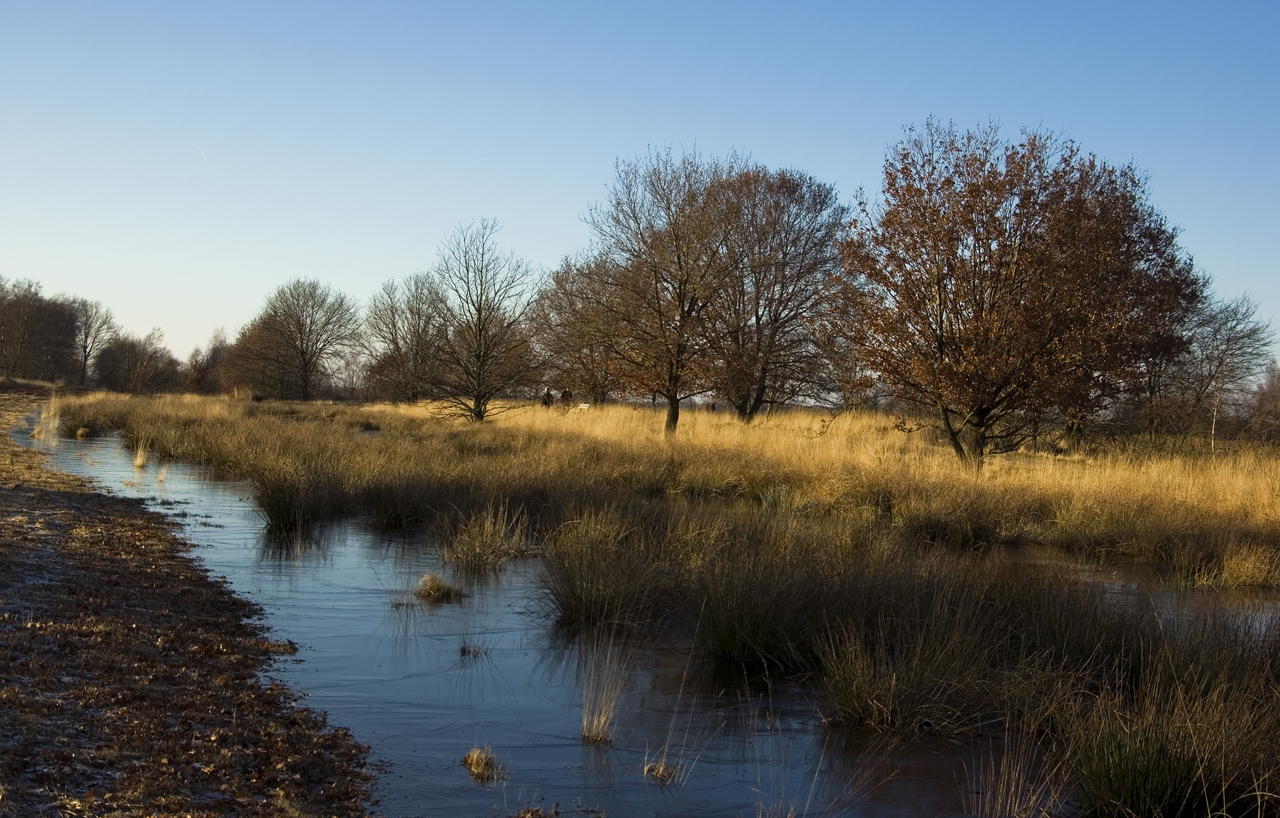
Bargerveen
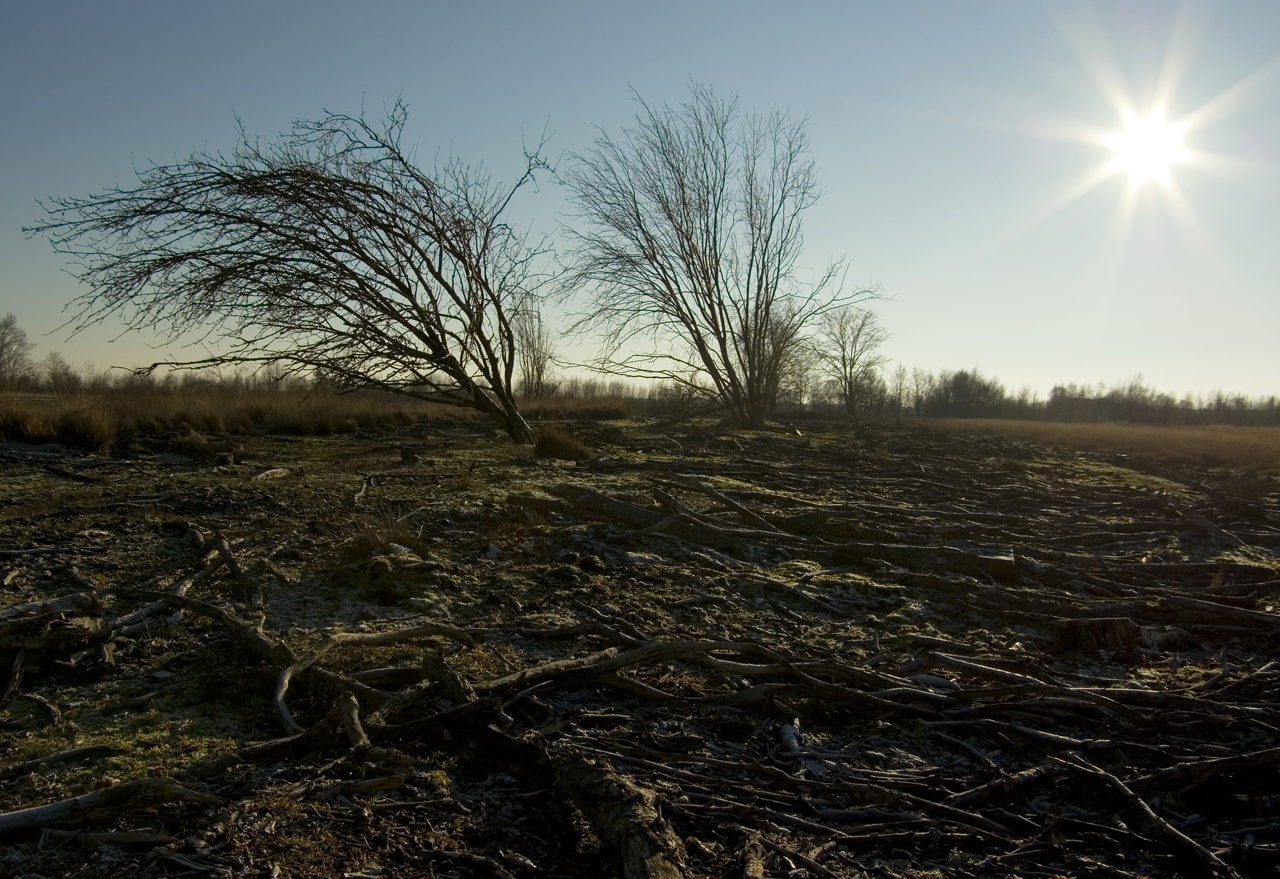
Bargerveen
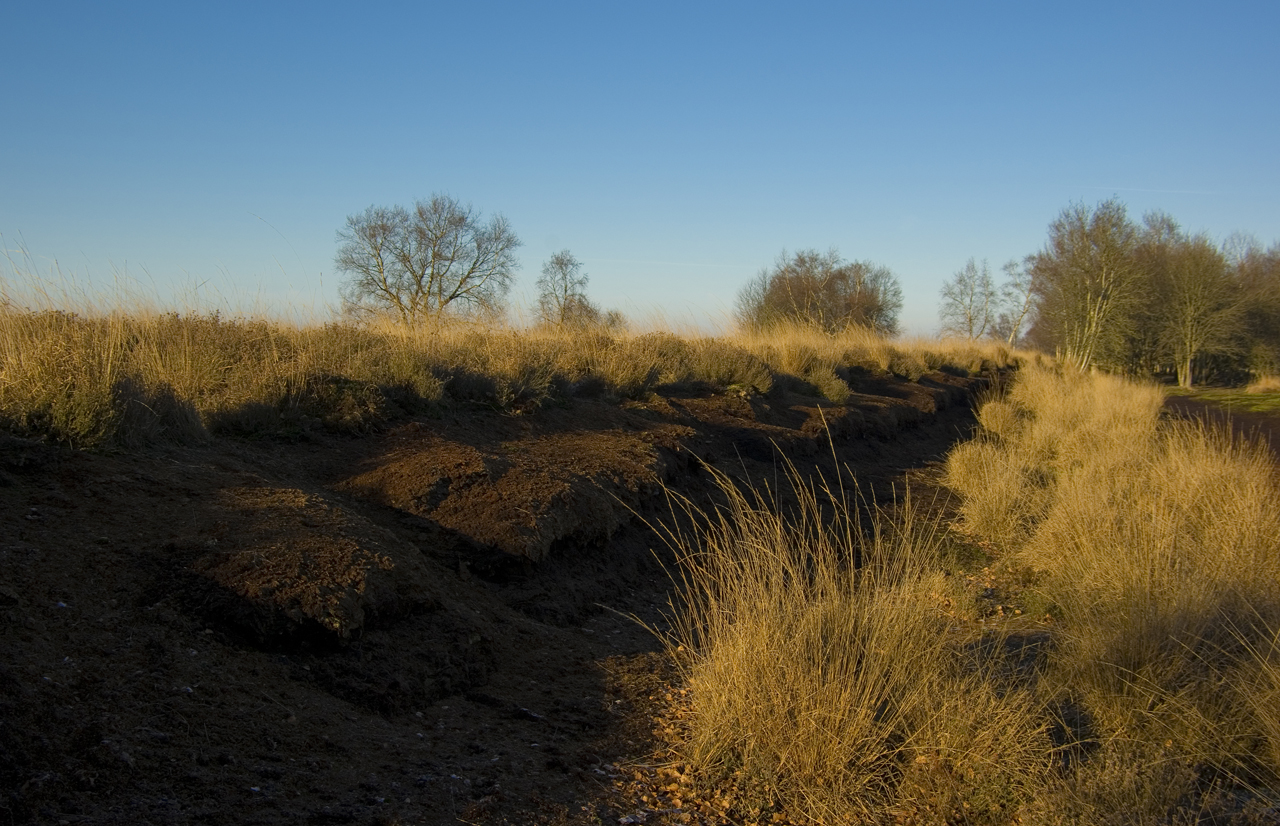
Veen
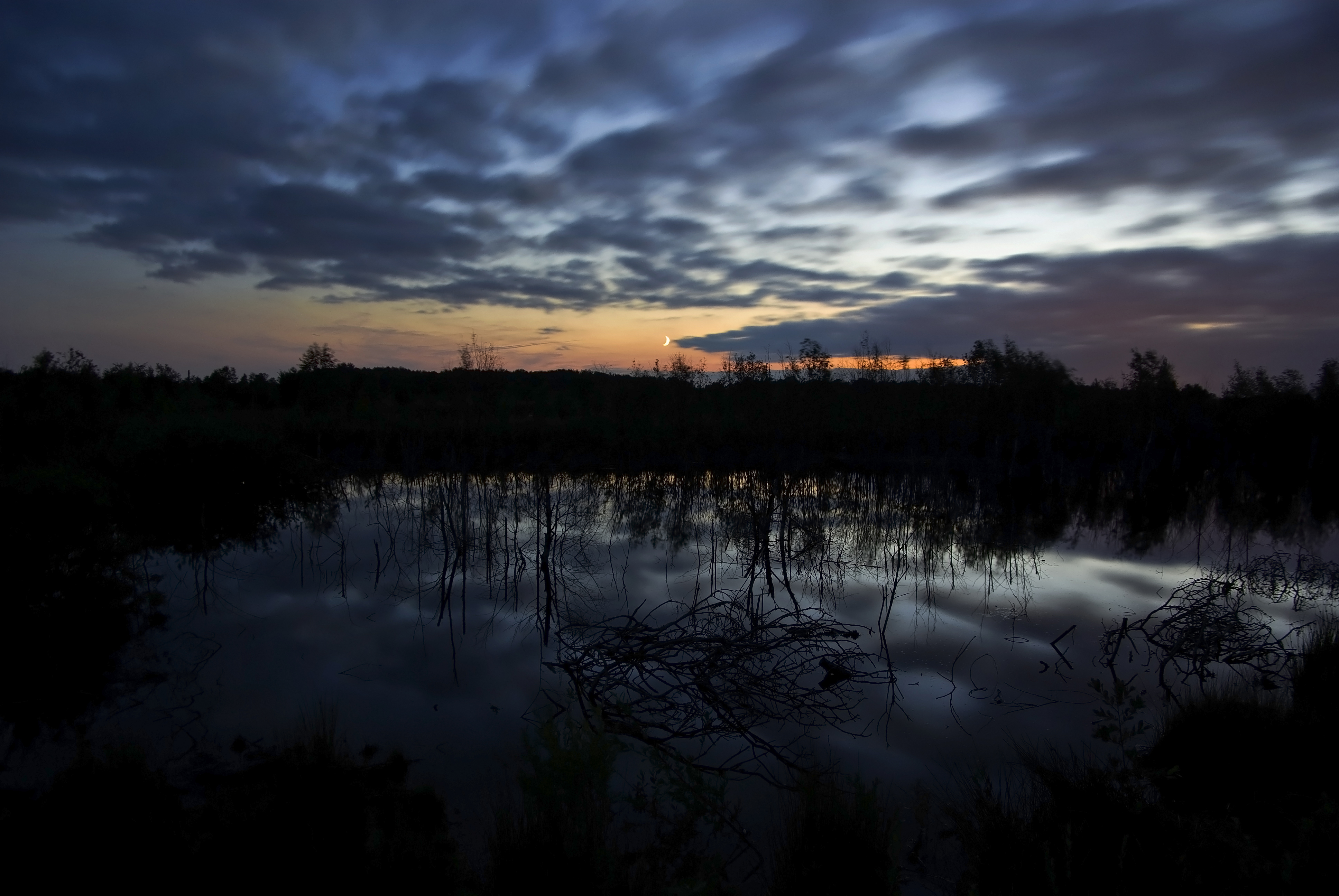
Bargerveen
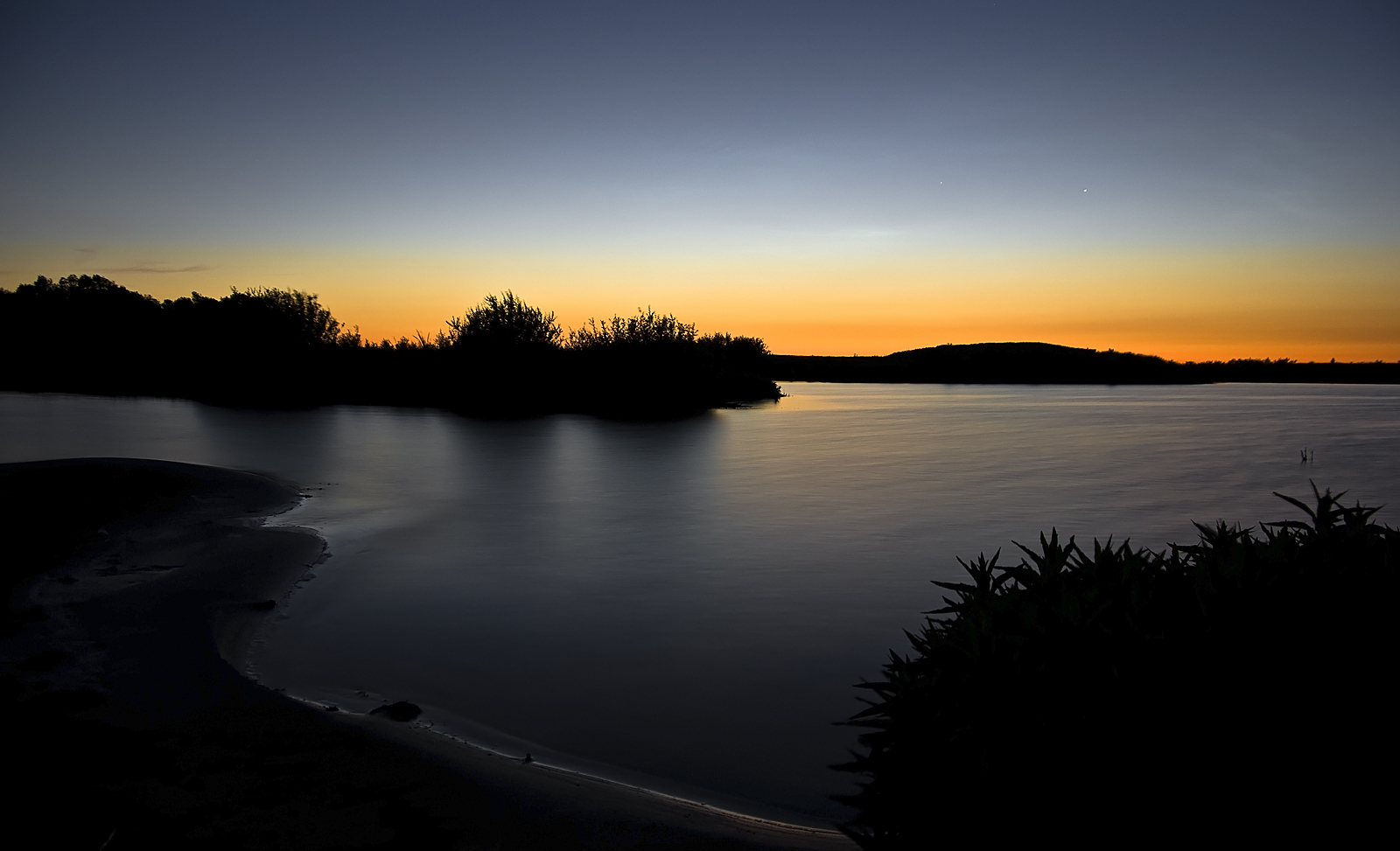
Bargerveen
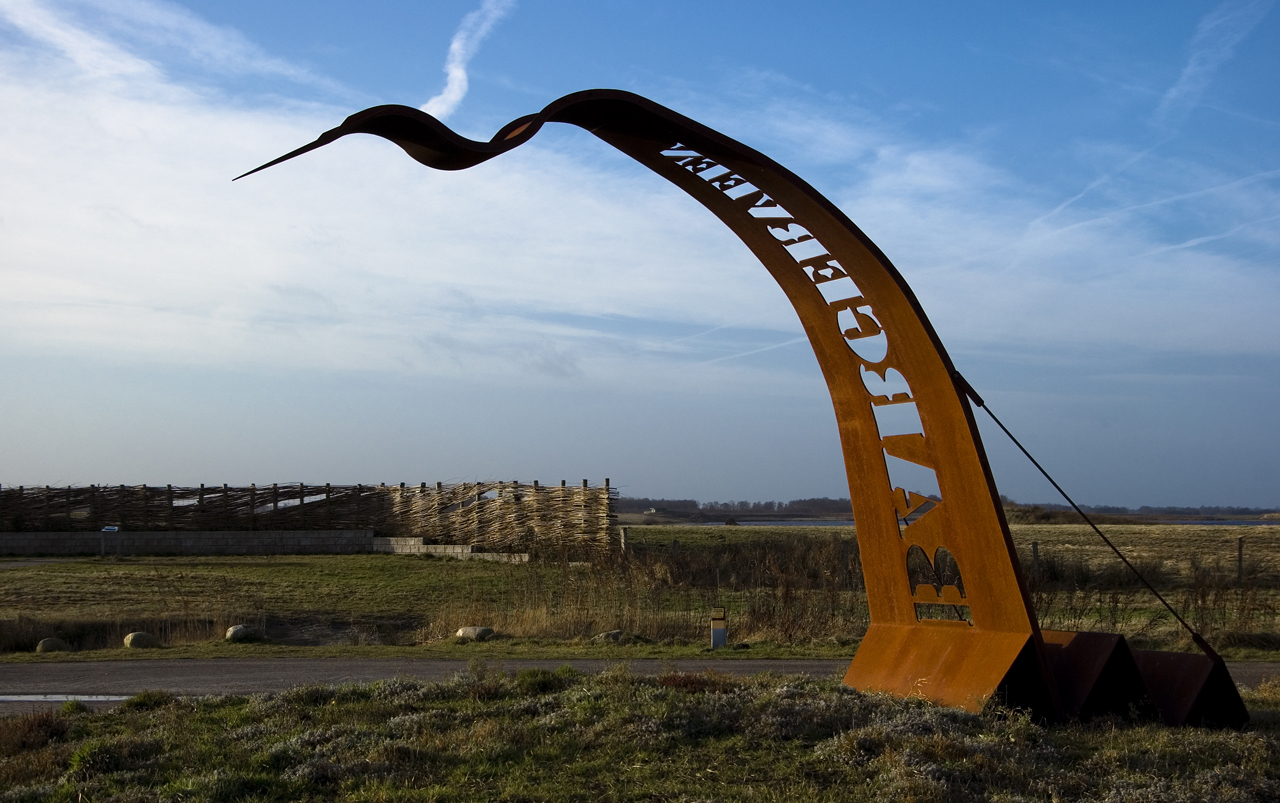
Landmark Bargerveen (2006)